# István Vad
István Vad (Boedapest, 30 mei 1975) is een Hongaars voetbalscheidsrechter. Hij is in dienst van FIFA en UEFA sinds 2007. Ook leidt hij wedstrijden in de Nemzeti Bajnokság.
Het eerste optreden van Vad in de UEFA Champions League vond plaats op 18 juli 2007. Sheriff Tiraspol en FC Rànger's troffen elkaar in de eerste ronde (2–0). In dit duel deelde de Hongaarse leidsman zes gele kaarten uit, waarvan twee aan één speler van Rànger's, die daardoor van het veld werd gestuurd. Ook gaf hij nog een directe rode prent aan de bezoekers. Op 30 augustus 2007 volgde voor Vad zijn eerste wedstrijd in de UEFA Europa League, toen in de tweede ronde Vålerenga IF met 6-0 won van Ekranas Panevėžys. De Hongaar gaf in dit duel driemaal een gele kaart aan een speler.

## Interlands
| Datum            | Plaats                    | Wedstrijd                       | Uitslag | Competitie             | Kreeg geel | Kreeg voor de tweede keer geel en dus rood | Weggestuurd |
| ---------------- | ------------------------- | ------------------------------- | ------- | ---------------------- | ---------- | ------------------------------------------ | ----------- |
| 15 oktober 2008  | Zagreb, Kroatië           | Kroatië – Andorra               | 4 – 0   | WK 2010 kwalificatie   | 4          | 0                                          | 0           |
| 9 september 2009 | Toftir, Faeröer           | Faeröer – Litouwen              | 2 – 1   | WK 2010 kwalificatie   | 8          | 0                                          | 0           |
| 17 november 2009 | Žilina, Slowakije         | Slowakije – Chili               | 1 – 2   | Vriendschappelijk      | 2          | 0                                          | 0           |
| 21 mei 2010      | Tallinn, Estland          | Estland – Finland               | 2 – 0   | Vriendschappelijk      | 0          | 0                                          | 0           |
| 3 september 2010 | Nur-Sultan, Kazachstan    | Kazachstan – Turkije            | 0 – 3   | EK 2012 kwalificatie   | 2          | 0                                          | 0           |
| 26 maart 2011    | Dublin, Ierland           | Ierland – Macedonië             | 2 – 1   | EK 2012 kwalificatie   | 6          | 0                                          | 0           |
| 29 februari 2012 | Kopenhagen, Denemarken    | Denemarken – Rusland            | 0 – 2   | Vriendschappelijk      | 0          | 0                                          | 0           |
| 26 maart 2013    | Novi Sad, Servië          | Servië – Schotland              | 2 – 0   | WK 2014 kwalificatie   | 6          | 0                                          | 0           |
| 6 september 2013 | Ljubljana, Slovenië       | Slovenië – Albanië              | 1 – 0   | WK 2014 kwalificatie   | 3          | 0                                          | 0           |
| 11 oktober 2013  | Reykjavik, IJsland        | IJsland – Cyprus                | 2 – 0   | WK 2014 kwalificatie   | 3          | 0                                          | 0           |
| 19 november 2013 | Wenen, Oostenrijk         | Oostenrijk – Verenigde Staten   | 1 – 0   | Vriendschappelijk      | 0          | 0                                          | 0           |
| 31 mei 2014      | Osijek, Kroatië           | Kroatië – Mali                  | 2 – 1   | Vriendschappelijk      | 0          | 0                                          | 0           |
| 3 september 2014 | Praag, Tsjechië           | Tsjechië – Verenigde Staten     | 0 – 1   | Vriendschappelijk      | 1          | 0                                          | 0           |
| 28 maart 2015    | Andorra la Vella, Andorra | Andorra – Bosnië en Herzegovina | 0 – 3   | EK 2016 kwalificatie   | 3          | 0                                          | 0           |
| 31 maart 2015    | Žilina, Slowakije         | Slowakije – Tsjechië            | 1 – 0   | Vriendschappelijk      | 2          | 0                                          | 0           |
| 7 september 2015 | Dublin, Ierland           | Ierland – Georgië               | 1 – 0   | EK 2016 kwalificatie   | 2          | 0                                          | 0           |
| 9 oktober 2015   | Londen, Engeland          | Engeland – Estland              | 2 – 0   | EK 2016 kwalificatie   | 1          | 0                                          | 0           |
| 13 november 2015 | Doha, Qatar               | Qatar – Turkije                 | 1 – 2   | Vriendschappelijk      | 2          | 0                                          | 0           |
| 23 maart 2016    | Osijek, Kroatië           | Kroatië – Israël                | 2 – 0   | Vriendschappelijk      | 3          | 0                                          | 0           |
| 10 oktober 2016  | Tallinn, Estland          | Estland – Griekenland           | 0 – 2   | WK 2018 kwalificatie   | 3          | 0                                          | 0           |
| 24 maart 2017    | Wenen, Oostenrijk         | Oostenrijk – Moldavië           | 2 – 0   | WK 2018 kwalificatie   | 5          | 0                                          | 0           |
| 10 oktober 2017  | Luxemburg, Luxemburg      | Luxemburg – Bulgarije           | 1 – 1   | WK 2018 kwalificatie   | 5          | 0                                          | 0           |
| 10 november 2017 | Warschau, Polen           | Polen – Uruguay                 | 0 – 0   | Vriendschappelijk      | 0          | 0                                          | 0           |
| 19 november 2017 | Nicosia, Cyprus           | Cyprus – Noorwegen              | 0 – 2   | Nations League 2018/19 | 2          | 1                                          | 1           |
| 15 november 2019 | Kopenhagen, Denemarken    | Denemarken – Gibraltar          | 6 – 0   | EK 2020 kwalificatie   | 2          | 0                                          | 0           |
| 12 november 2021 | Belfast, Noord-Ierland    | Noord-Ierland – Litouwen        | 1 – 0   | WK 2022 kwalificatie   | 1          | 0                                          | 0           |
| 3 juni 2022      | Nur-Sultan, Kazachstan    | Kazachstan – Azerbeidzjan       | 2 – 0   | Nations League 2022/23 | 2          | 0                                          | 0           |
| 20 juni 2023     | Glasgow, Schotland        | Schotland – Georgië             | 2 – 0   | EK 2024 kwalificatie   | 4          | 0                                          | 0           |

Laatst bijgewerkt op 22 juni 2023.